# .ng
.ng là tên miền quốc gia cấp cao nhất (ccTLD) của Nigeria.

## Các tên miền cấp 2
- com.ng – thực thể thương mại và kinh doanh
- org.ng – tổ chức phi lợi nhuận
- gov.ng – tổ chức chính phủ
- edu.ng – cơ quan cấp bằng
- net.ng – cơ sở hạ tầng ISP